# Winzerverein Meersburg

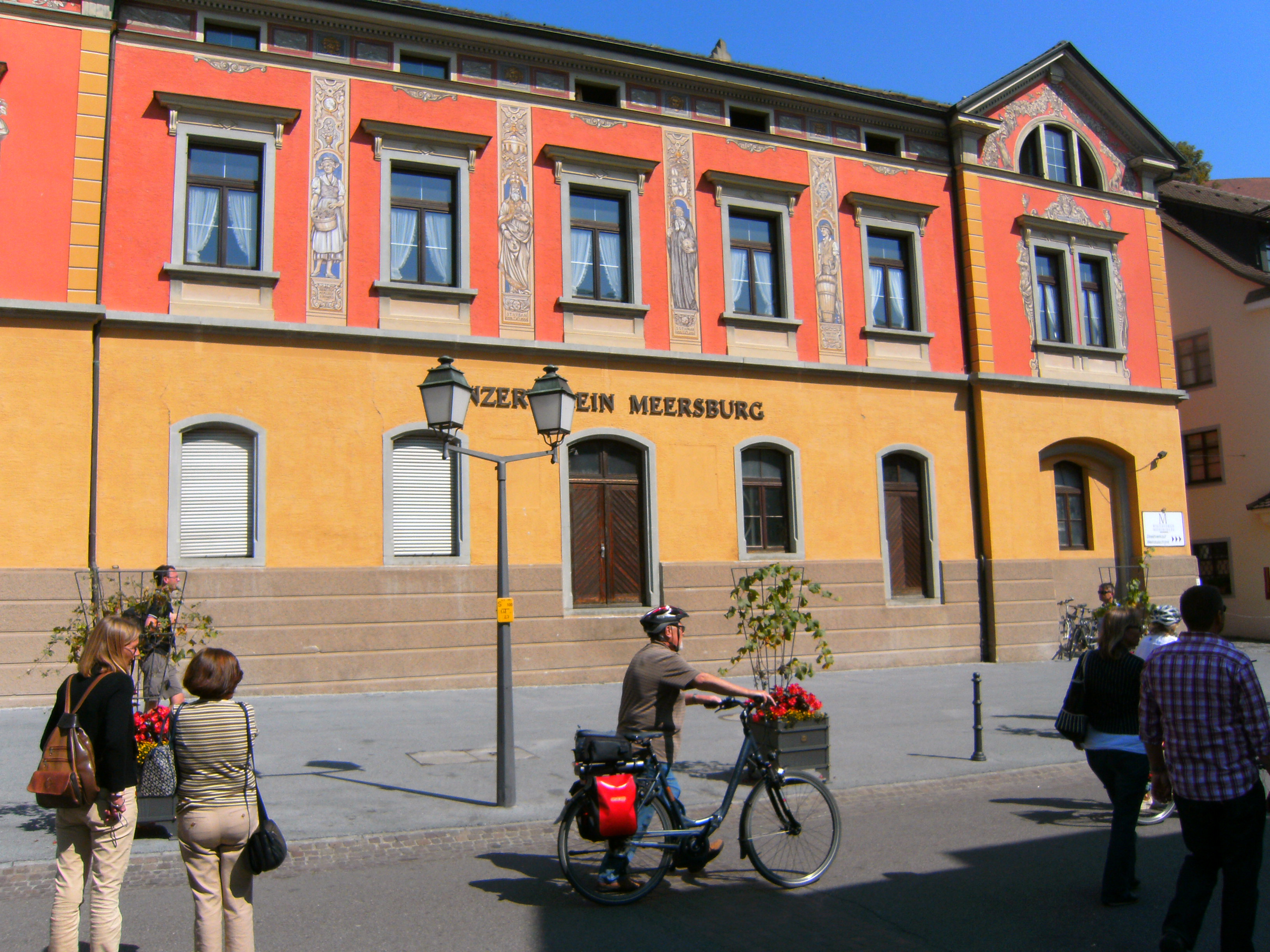
Weinkellerei des Winzervereins Meersburg

Der Winzerverein Meersburg ist die zweitälteste Winzergenossenschaft im Weinanbaugebiet Baden mit Sitz in Meersburg am Bodensee. Er bewirtschaftet eine Ertragsrebfläche von 50 Hektar.

## Winzergenossenschaft

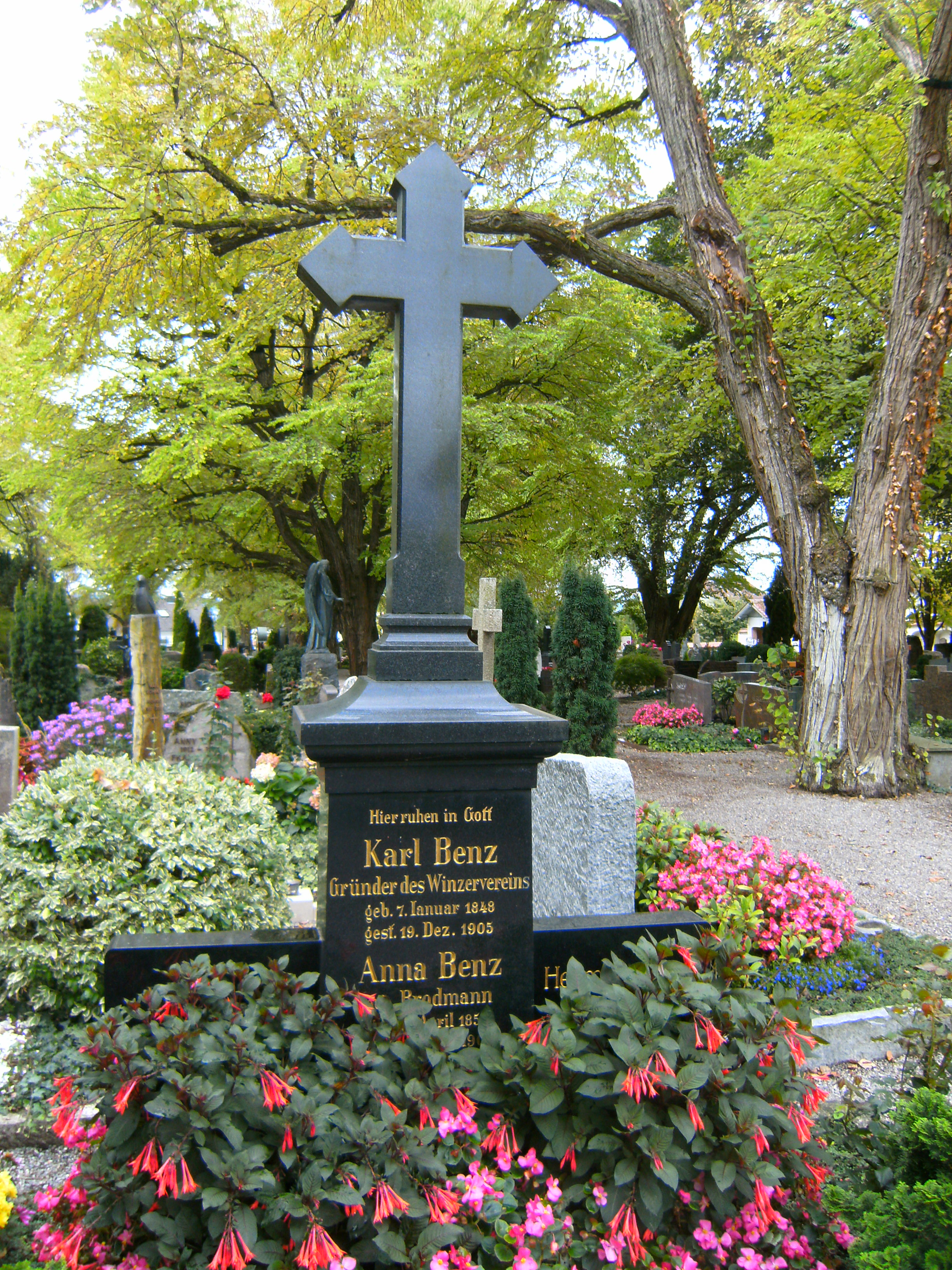
Friedhof Meersburg: Grab von Karl Benz (1848–1905), Gründer des Winzervereins Meersburg

Die Winzergenossenschaft wurde 1884 durch Karl Benz gegründet. Sie umfasst 30 Winzerbetriebe aus Meersburg, Stetten, Bermatingen und Wangen bei Markdorf. Die Böden bestehen aus kalkhaltigem Boden aus Moränenschotter und sandigem Lehm.

## Weine
Die Lagen sind: Meersburger Sonnenufer (Großlage), Meersburger Fohrenberg sowie Meersburger und Stettener Sängerhalde. An- und ausgebaut werden Müller-Thurgau (35 %), Spätburgunder Rotwein (30 %), die Weinsorte Spätburgunder Weißherbst (15 %), Grauburgunder/Ruländer 7 %, Weißburgunder 4 %, Kerner 2 %, Chardonnay 2 %, Bacchus 3 %, Dornfelder 1 %, Muskateller 1 %.

## Standorte

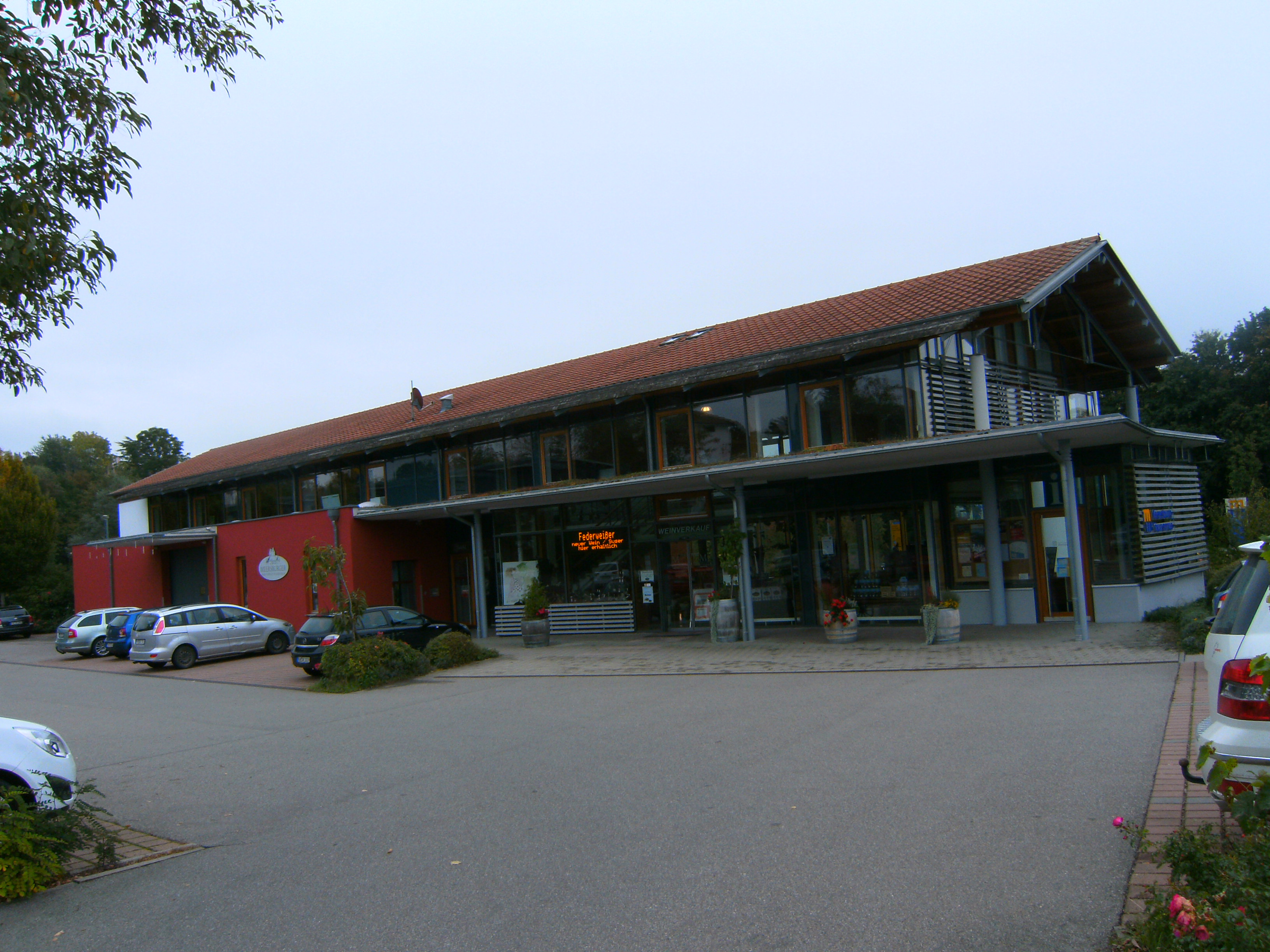
Meersburg, Kronenstraße: Verkaufsstelle und Feierhalle des Winzervereins Meersburg

Die Kellerei des Winzervereins in historischem Gebäude befindet sich in der Unterstadt, Unterstadtstraße 11. Es wurde 1890 von August Ilg erbaut und fällt durch seine rot-gelbe Hausfront auf, die mit Malereien zum Thema Wein von Berthold Brandes im Jahr 1972 verziert wurde. Für den Vertrieb wurde im Jahr 2003 ein neues Gebäude, das Wein- und Kulturzentrum in der Kronenstraße 19, am nordöstlichen Eingang nach Meersburg erstellt.

## Auszeichnungen
Weine des Winzervereins Meersburg wurden vom Weinführer bonvinitas mit 82 bis 90 von hundert möglichen Punkten ausgezeichnet.

## Weiterer Weinanbau in Meersburg
- Haltnau durch die Spitalkellerei Konstanz
- Staatsweingut Meersburg
- Weingut Markgraf von Baden
- drei private Winzer